# Clonistria linearis
Clonistria linearis är en insektsart som först beskrevs av Dru Drury 1773.  Clonistria linearis ingår i släktet Clonistria och familjen Diapheromeridae. Inga underarter finns listade i Catalogue of Life.